# Stockholm Open 2014
Stockholm Open 2014 — тенісний турнір, що проходив на кортах з твердим покриттям у місті Стокгольм, Швеція з 13 жовтня. Належав до категорії ATP World Tour 250.

## Фінальна частина

### Одиночний розряд
Томаш Бердих —  Григор Димитров 5–7, 6–4, 6–4

### Парний розряд
Ерік Буторак /  Равен Класен —  Трет Г'юї /  Джек Сок 6–4, 6–3